# Marabadiassa
Marabadiassa, du Malinke Maraba (zerma), Diassa (citadelle, forteresse) "la citadelle des zerma" est une localité du centre de la Côte d'Ivoire, appartenant au département de Béoumi, Région de Gbêkê. La localité de Marabadiassa est un chef-lieu de sous-préfecture.
La localité a eu pour premier roi le chef de guerre Mori Touré Zerma, venu de la région de Dosso, actuel Niger au dix-neuvième siècle. Il fît la conquête de Kationo, Timbe et Katiola, devenant ainsi le maître d'un royaume s'étendant depuis Dahakolonaa jusqu'à la frontière du Baoulé et du Bandama jusqu'au N'zi. A son extension maximale, le royaume Zerma de Marabadiassa et ses protectorats correspondent à la majeure partie du district de la Vallée du Bandama, le sud de la région du Poro dans le district des Savanes et la région de Béré dans le district du Woroba.
Le nom donné par Mori Touré à sa capitale était Dares-salam (le havre de paix en arabe) mais les Malinké Koro qui s'y rendaient pour leurs activités disaient  am be tagua maraba ya jaassa : nous nous rendons à la muraille (citadelle) des Zerma  et le terme maraba diassa  subsista et devint le nom officiel de la ville.
Mori Touré a aussi établi un protectorat sur les Baoulés et la ville de Bouaké. Il est un grand ami de Samori Touré et, comme lui, c'est un ancien élève de El hadj Omar Tall fondateur de l'Empire Toucouleur. Ils firent ensemble leurs études islamiques à Niamina. Il accueille Samori Touré à Marabadiassa dans sa pérégrination. C'est grâce à lui que Samori Touré abandonna l'idée d'attaquer le pays baoulé, qui était déjà un protectorat de Mory Touré. Ils pillent ensemble les territoires non soumis, mènent la lutte contre les Français et contrôlent le commerce négrier avant que Samori Touré ne continue vers l'Est.
L'activité principale du royaume Zerma fut les guerres de conquêtes qui lui permettaient d'obtenir des prisonniers qui étaient échangés au sud contre les fusils danois, les canons et la poudre à canon acheminés depuis la côte par les Baoulé, et au nord contre les chevaux de guerre. L'armée de Mori Touré qui déferla dans cette région était principalement constituée de cavaliers armés de fusils, d'épées, de lances et des fantassins avec des canons.
Marabadiassa était aussi un grand centre de savoir islamique qui attira beaucoup de peuples, surtout Mandingue mais aussi Baoulé, Sénoufo, Peul, Haoussa, qui venaient y apprendre l'islam. La prédominance des Mandé à la cour royale du Mori Touré et le retour de certains sofas de samori Touré à Marabadiassa amènent à l'officialisation du Malinke comme langue de la région[réf. à confirmer].
Les habitants de Marabadiassa sont appelés les Diassarakan et sont issus du métissage entre les Zerma de Mori Touré et les mandingues de Samori Touré.
Les Zerma, redoutables peuples cavaliers du grand groupe des Songhai, déferlèrent dans la seconde moitié du dix-neuvième siècle sur la majeure partie de la savane ouest africaine allant du Bénin jusqu'en Côte d'Ivoire et établirent de grands États, le Maraba de Mori Touré en Côte d'Ivoire, l'émirat du Zabarma des Émirs Gazari et Babatou au Burkina Faso et Ghana, les grandes compagnies des wonkoy Mongoro et wonkoy Maali en pays Tem (Togo-benin). Sur leurs chevaux, armés de lances, de fusils, de canons et d'épées, ils soumirent à coupe réglée les peuples de la savane ouest africaine allant de Mankono en Côte d'Ivoire à L'Atacora béninois. Les explorateurs Européens du dix-neuvième siècle virent l'action des envahisseurs Zerma comme une tentative de reconstruction de l'Empire Songhai.